# Diphylleia
Diphylleia là danh pháp khoa học của một chi thực vật có hoa trong họ Berberidaceae. Năm 2018, Maarten Joost Maria Christenhusz và James W. Byng gộp nó vào chi Podophyllum,  và hiện nay World Flora Online và Plants of the World Online coi nó là đồng nghĩa muộn của Podophyllum.

## Các loài
Khi được công nhận, chi này gồm 3 loài:
- Diphylleia cymosa Michx., 1803 - Miền nam dãy Appalachia, từ tây nam Virginia tới tây bắc Georgia.[6]
- Diphylleia grayi F.Schmidt, 1868 - Từ Sakhalin tới miền trung Nhật Bản[7]
- Diphylleia sinensis H.L.Li, 1947 - Miền trung Trung Quốc (Cam Túc, Hồ Bắc, Thiểm Tây, Tứ Xuyên, Vân Nam).[8]